# Operation Delta Force
Operation Delta Force (Originaltitel: Operation Delta Force: Great Soldiers) ist ein US-amerikanischer Actionfilm aus dem Jahr 1997.

## Handlung
Major Tipton ist ein ehemaliger Geheimagent, der für die Vereinten Nationen Geheimaufträge durchführt. Nachdem er herausgefunden hat, dass die Regierung nichts davon hält, stiehlt er in Sombaka aus einem Labor einen gefährlichen biologischen Kampfstoff sowie dessen Gegenmittel. Die Delta Force wird auf ihn angesetzt.
Es gelingt ihnen nach einem Gefecht, das Gift aus den Händen Major Tiptons zu beschlagnahmen. Doch sie brauchen auch das Gegenmittel, da Tipton den Stoff in einem Dorf freigesetzt hat. In einem erneuten Gefecht tötet Commander Lang, ein Elite-Soldat, Tipton und rettet die Bewohner des Dorfes.

## Filmfassungen
Die deutsche Video-DVD hat eine FSK-16-Freigabe und ist ungeschnitten. Sie entspricht (vermutlich aufgrund einer Neuprüfung) der FSK-18-Fassung auf VHS-Video.
Weil der Film relativ erfolgreich war, entstanden mehrere Fortsetzungen. Teil zwei und fünf wurden von Yossi Wein inszeniert, die anderen Filme drehte Mark Roper:
- Operation Delta Force II: May Day (1998)
- Operation Delta Force III: Clear Target (1998)
- Operation Delta Force IV: Deep Fault (1999)
- Operation Delta Force V: Random Fire (1999)

## Kritiken
„Action-Routine nach gewohntem Schema, die unter Verwendung der sattsam vertrauten Klischees menschenverachtende Massaker aneinanderreiht und das Hauptinteresse auf pyrotechnische Perfektion legt.“